# Roger Kiem
Roger Kiem (* 17. März 1962 in Langenthal in der Schweiz) ist ein deutscher Rechtsanwalt und Rechtswissenschaftler. 

## Leben
Kiem studierte an der Philipps-Universität Marburg und an der London School of Economics. 1990 erhielt er an der London School of Economics seinen Abschluss als Master of Laws (LL.M.). Im gleichen Jahr wurde er von der Philipps-Universität Marburg zum Dr. jur. promoviert. Als Mitglied verschiedener Arbeitskreise hat er
an Reformvorschlägen zum Beschlussmängelrecht der Aktiengesellschaft (AG), zum Recht der Europäischen Gesellschaft (SE) und zum Schuldverschreibungsrecht mitgewirkt.
Seit 2006 ist er Honorarprofessor an der Johannes Gutenberg-Universität in Mainz. Der Fokus seiner Lehrtätigkeit liegt auf ausgewählten Problemen des Kapitalgesellschafts- und Kapitalmarktrechts. Seit 1994 ist er als Rechtsanwalt tätig. Schwerpunkte seiner Tätigkeit sind Gesellschaftsrecht, Kapitalmarktrecht, Mergers & Acquisitions im nationalen und internationalen Raum. Von 2001 bis 2013 war Kiem als Rechtsanwalt und Partner für die Sozietät Shearman & Sterling tätig. Seit 2013 ist er Partner der Sozietät White & Case in Frankfurt am Main. Von 2010 bis 2013 war er Mitherausgeber der Corporate Finance Law (CFL).
Das Legal 500 Deutschland-Ranking listet Kiem als exzellenten Verhandler. 2009 beriet er das Emirat Katar beim Einstieg bei Volkswagen und Porsche, für den das Emirat 7,5 Milliarden Euro investierte.
Kiem ist Autor zahlreicher Kommentierungen, Handbuchbeiträge und Aufsätze zum Personengesellschafts- und Aktienrecht, zum Umwandlungsrecht und Kapitalmarktrecht sowie zum Unternehmenskauf. Er ist verheiratet und Vater einer Tochter.

## Veröffentlichungen (Auswahl)
Abhandlungen und Lehrbücher
- Die Eintragung der angefochtenen Verschmelzung – aktienrechtliche und registerrechtliche Auswirkungen von Verschmelzungsblockaden, Carl Heymanns Verlag, Köln 1991, ISBN 978-3-4522-2187-2 (zugleich Dissertation, Universität Marburg 1990).
- hrsg. mit Matthias Schüppen, Ulrich Seibert: Handbuch der kleinen AG, 5. Auflage, RWS Verlag, Köln 2008, ISBN 978-3-8145-8118-7.
- hrsg.: Kaufpreisregelungen beim Unternehmenskauf, 2. Auflage, C.H. Beck Verlag, München 2018, ISBN 978-3-406-70147-4.

Kommentare
- Kommentierung der Art. 11-14 SE-VO, in: Wolfgang Zöllner/Ulrich Noack (Hrsg.), Kölner Kommentar zum Aktiengesetz, 3. Auflage, Band 8, Teil 1, Carl Heymanns Verlag, Köln 2009.

Aufsätze
- Die Ermittlung der Verschmelzungswertrelation bei der grenzüberschreitenden Verschmelzung, ZGR 2007, S. 542 ff.
- Erfahrungen und Reformbedarf bei der SE – Entwicklungsstand, ZHR 173 (2009), S. 156 ff.